# Apanage

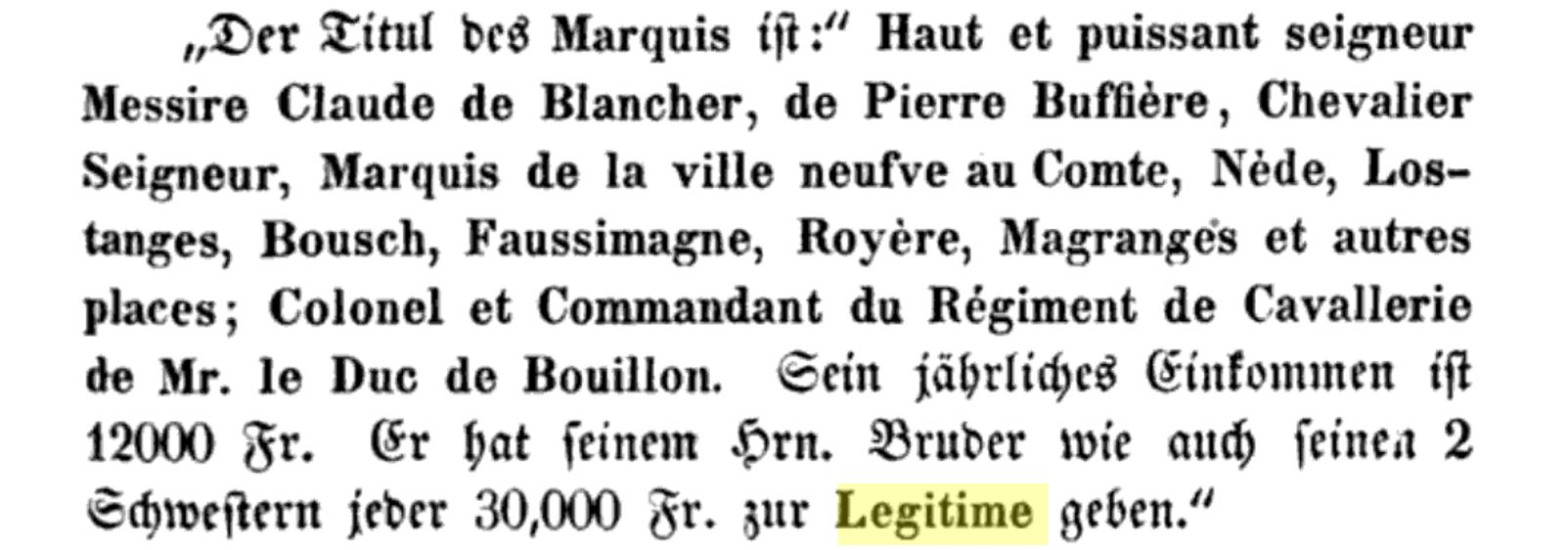
Exzerpt aus den Memoiren des Jakob I Bernoulli von 1678

Die Apanage (französisch aus mittellateinisch appanare „mit Brot versorgen“) ist die Abfindung der nichtregierenden Mitglieder eines Adelsgeschlechts mit Landbesitz, Einkünften aus Liegenschaften oder Geldzahlungen zur Ermöglichung eines standesgemäßen Lebenswandels. Sie wurde entweder bis zum Tod des apanagierten Adligen gewährt oder bis zum Aussterben der von ihm begründeten Linie. Da es im mittelalterlichen Europa lange Zeit kein einheitliches, klares Erbfolgerecht gab, versuchte man die nichtregierenden Angehörigen einer Dynastie mit einer Apanage abzufinden, um eine Teilung des Herrschaftsgebiets zu verhindern.
Eine Apanage wurde, zumindest im 17. Jahrhundert im schweizerdeutschen Sprachraum, gelegentlich (aber nicht häufig) auch mit dem Begriff (die) Legitime bezeichnet, wobei dieser Begriff wohl auf das Adjektiv des umgangssprachlich verkürzten französischen Ausdrucks apanage légitime zurückzuführen ist.
War der gewährte Landbesitz mit (allerdings eingeschränkten) Herrschaftsrechten verbunden, so handelte es sich um ein Paragium.

## Beschreibung
Das Rechtsinstitut der Apanage war durch die Primogeniturordnung, das heißt die Erbfolge des Ältesten aus der ältesten Linie, rechtlich bedingt und auch historisch auf diese zurückzuführen (Ubi primogenitura, ibi apanagium).
Dem Bedürfnis, die bei der Unteilbarkeit des Landes von der Regierungsnachfolge ausgeschlossenen Prinzen und Prinzessinnen zu versorgen, wurde in älterer Zeit durch Paragien, d. h. durch die Überweisung von Land und Leuten mit beschränkten Herrschaftsrechten (ohne Landeshoheit), Rechnung getragen, während seit dem 19. Jahrhundert der Versorgungsanspruch nicht regierender fürstlicher Personen, der schon in der Goldenen Bulle anerkannt wurde, zumeist durch die Bewilligung von Renten befriedigt wird.
Die Höhe der Apanage und die vermögensrechtliche Stellung der apanagierten Prinzen und Prinzessinnen überhaupt war in den einzelnen Staaten teils durch das Grundgesetz, teils durch Spezialgesetze, teils durch Hausgesetze und Observanz bestimmt.
Ein Anspruch auf Apanage stand nur ebenbürtigen Mitgliedern des Hauses zu. Es waren aber in Ansehung der Apanage zwei Systeme zu unterscheiden, nach denen die Linien oder die einzelnen fürstlichen Personen ausgestattet wurden:
- Nach dem Vererbungssystem, das z. B. in Bayern, Sachsen, Württemberg und Waldeck bestand, war die Apanage für die Linie bestimmt. Die Kinder bekommen bei Lebzeiten des Vaters keine besondere Apanage, bei dessen Tod aber wird die Apanage unter seinen ebenbürtigen Kindern verteilt, und sie bleibt im Erbgang, bis die Linie ausgestorben ist.

- Nach dem Heimfallssystem, wie es z. B. in Baden und in Oldenburg rechtens war, wurden die einzelnen fürstlichen Personen, in der Regel von dem Zeitpunkt ihrer Volljährigkeit an, besonders dotiert, und die Apanage endete mit dem Tod des Apanagierten.

Auch die direkten Nachkommen des regierenden Herrn, insbesondere auch der Thronfolger, hatten in manchen Ländern Anspruch auf Apanage, während sie in anderen Staaten bei Lebzeiten des Vaters von ihm unterhalten werden mussten.
Prinzessinnen wurden, solange sie unvermählt waren, entweder aus der Apanage der Linie erhalten, oder sie empfingen eine besondere Apanage, in diesem Fall oft Sustentation genannt. Im Fall der Verheiratung hatten sie einen Anspruch auf Aussteuer (Prinzessinnensteuer oder Fräuleinsteuer); die Witwe des Monarchen wie diejenige eines nachgeborenen Prinzen hatten ein Wittum zu beanspruchen. Die Finanzierung der Aussteuer galt als legitimer Grund zur Erhebung allgemeiner Steuern, denen die Landstände ihre Zustimmung nicht versagen konnten. Steuern zur Finanzierung der Mitgift für Prinzessinnen wurden daher bisweilen (ebenso wie die Mitgift selbst) als Fräuleinsteuer bezeichnet.
Apanage, Fräuleinsteuer und Wittum (Witwenapanage), die regelmäßig in einer Geldrente, zuweilen aber auch in den Einkünften von Liegenschaften bestanden, hatten je nach der in den einzelnen Staaten bestehenden Einrichtung auf dem Kronfideikommissgut (→ Fideikommiss), dem Kammer- oder Domänenvermögen, auf der Staatskasse oder auch auf der Zivilliste des regierenden Herrn ihren Eintrag.
Analoge Verhältnisse fanden sich auch in den mediatisierten fürstlichen Häusern sowie in denjenigen Familien, die ein Familienfideikommiss errichtet hatten, dessen Inhaber dann zuweilen an die von der Erbfolge in dasselbe ausgeschlossenen Familienglieder zu deren standesgemäßem Unterhalt Apanagen zu entrichten hatte, deren Größe sich nach Statut, Hausgesetz und Familienobservanz richtete.
Auch im China der Ming-Dynastie (1368–1644) wurden alle nicht regierenden Mitglieder der Kaiserfamilie durch Apanagen versorgt, üblicherweise in Form von weitläufigen Gütern und Renten aus der Staatskasse. Dies trug gewichtig zu einer immer desolateren finanziellen Lage der Regierung bei.